# جون شيرلي
جون شيرلي (بالإنجليزية: John Shirley)‏ (10 فبراير 1953، هيوستن في الولايات المتحدة)؛ مؤلِّف وشاعر غنائي، كاتِب، سيناريست، موسيقي، مونتير وروائي أمريكي.

## روابط خارجية
- جون شيرلي على موقع IMDb (الإنجليزية)
- جون شيرلي على موقع ميوزك برينز (الإنجليزية)
- جون شيرلي على موقع قاعدة بيانات الأفلام السويدية (السويدية)
- جون شيرلي على موقع قاعدة بيانات الفيلم (الإنجليزية)
- جون شيرلي على موقع كينوبويسك (الروسية)